# Симоняты (Псковская область)
Симоняты — деревня в Палкинском районе Псковской области России.
Входит в состав Новоуситовской волости.
Расположена в 6 км к югу от посёлка Палкино и в 6 км к северо-западу от деревни Новая Уситва.
Население — 41 человек (2000 год).